# Eagle Motor Carriage Company
Eagle Motor Carriage Company war ein US-amerikanischer Hersteller von Automobilen.

## Unternehmensgeschichte
Das Unternehmen hatte seinen Sitz in Elmira im US-Bundesstaat New York. 1908 stellte es einige Automobile her, die als Eagle verkauft wurden.

## Fahrzeuge
Das Unternehmen stellte Highwheeler her. Mit den großen Rädern waren die Fahrzeuge für die damaligen schlechten Straßen gut geeignet. Der Zweizylinder-Boxermotor war luftgekühlt und kam möglicherweise von der Brennan Motor Manufacturing Company. Er trieb über ein Planetengetriebe die Hinterachse an. Auf ein Differenzial wurde verzichtet. Gelenkt wurde mit einem Lenkrad. Die Karosserien waren offen. Eine Abbildung zeigt einen Zweisitzer. Der Neupreis betrug 350 US-Dollar. Damit war es auffallend billig. Eine Quelle bezeichnet das Fahrzeug als primitiv.

## Übersicht über Pkw-Marken aus den USA, die mitEaglebeginnen
| Marke          | Hersteller                            | Vermarktungsbeginn | Vermarktungsende | Ort, Bundesstaat      |
| -------------- | ------------------------------------- | ------------------ | ---------------- | --------------------- |
| Eagle          | Eagle Automobile Company (New York)   | 1905               | 1905             | Buffalo, New York     |
| Eagle          | Eagle Automobile Company (New Jersey) | 1905               | 1907             | Rahway, New Jersey    |
| Eagle          | Eagle Motor Carriage Company          | 1908               | 1908             | Elmira, New York      |
| Eagle          | Eagle Automobile Company (Missouri)   | 1909               | 1909             | St. Louis, Missouri   |
| Eagle          | Eagle-Macomber Motor Car Company      | 1914               | 1915             | Chicago, Illinois     |
| Eagle          | Eagle Electric Automobile Company     | 1915               | 1916             | Detroit, Michigan     |
| Eagle          | Durant Motors                         | 1923               | 1924             | Lansing, Michigan     |
| Eagle          | Eagle Manufacturing                   | 1978               | 1984             | Campbell, Kalifornien |
| Eagle          | Eagle Coach Work                      | 1980               | 2001             | Amherst, New York     |
| Eagle          | Eagle (US-amerikanische Automarke)    | 1987               | 1998             | Detroit, Michigan     |
| Eagle-Macomber | Eagle-Macomber Motor Car Company      | 1916               | 1918             | Sandusky, Ohio        |